# Grand Prix de la Ville de Rennes 2008
Il Grand Prix de la Ville de Rennes 2008, trentesima edizione della corsa e valida come evento dell'UCI Europe Tour 2008 categoria 1.1, si svolse il 6 aprile 2008 su un percorso di 195,7 km. Fu vinto dall'ucraino Mychajlo Chalilov che terminò la gara in 4h41'27", alla media di 41,72 km/h.
Partenza con 103 ciclisti, dei quali 47 portarono a termine il percorso.

## Ordine d'arrivo (Top 10)
| Pos. | Corridore           | Squadra       | Tempo    |
| ---- | ------------------- | ------------- | -------- |
| 1    | Mykhaylo Khalilov   | Cer. Flaminia | 4h41'27" |
| 2    | Sébastien Chavanel  | F. des Jeux   | a 4"     |
| 3    | Jimmy Casper        | Agritubel     | s.t.     |
| 4    | Aurélien Clerc      | Bouygues Tél. | s.t.     |
| 5    | Jérémie Galland     | Auber 93      | s.t.     |
| 6    | Takashi Miyazawa    | Meitan Hompo  | s.t.     |
| 7    | Maximiliano Richeze | CSF Group     | s.t.     |
| 8    | Steven Caethoven    | Agritubel     | s.t.     |
| 9    | Aljaksandr Usaŭ     | AG2R La Mon.  | s.t.     |
| 10   | Mikel Gaztañaga     | Agritubel     | s.t.     |